# 벽 속의 여자
"벽 속의 여자"는 1969년 공개된 대한민국의 영화이다.

## 배역
- 남진 : 성민 역
- 문희 : 미지 역
- 남궁원 : 허 선생 역
- 전계현 : 허 선생의 아내 역
- 한은진
- 김신재

## 수상
- 1970년 제6회 백상예술대상
  - 영화부문 기술상(편집) - 장현수